# Neusticurus tatei
Espèce
Synonymes
- Arthrosaura tatei Burt & Burt, 1931

Statut de conservation UICN

 LC  : Préoccupation mineure
Neusticurus tatei est une espèce de sauriens de la famille des Gymnophthalmidae.

## Répartition
Cette espèce se rencontre au Bolívar au Venezuela et au Roraima au Brésil.

## Étymologie
Cette espèce est nommée en l'honneur de George Henry Hamilton Tate.

## Publication originale
- Burt & Burt, 1931 : South American lizards in the collection of the American Museum of Natural History. Bulletin of the American Museum of Natural History, vol. 61, no 7, p. 227-395 (texte intégral).